# أدريان بيريز
أدريان بيريز هو سباح سويسري، ولد في 12 يناير 1988.

## وصلات خارجية
- أدريان بيريز على موقع الاتحاد الدولي للسباحة (الإنجليزية)
- أدريان بيريز على موقع اللجنة الأولمبية الدولية (الإنجليزية)
- أدريان بيريز على موقع أوليمبيديا (الإنجليزية)